# Історія освоєння мінеральних ресурсів Таджикистану
Початок видобутку корисних копалин на території Таджикистану датують палеолітом і пов'язують із використанням кременю для виготовлення знарядь праці. Розробку покладів кременю вели на виході корінних порід, про що свідчать численні археологічні знахідки. У кінці палеоліту вже добували близько десяти різних мінералів, в тому числі кам'яну сіль, вапняк, яшму, дорогоцінні камені, будівельні матеріали.
Видобуток металічних руд починається з неоліту, тоді ж з'являються перші плавильні майстерні. Для виплавки бронзи брали в основному окиснені руди міді, олова чи стибію. Видобуток золотих руд і лазуриту в Дарвазі і Бадахшані відомий із III тис. до н. е.. Розвиток гірництва спостерігається з утворенням давніх держав Бактрія і Согдіана (I тис. до н. е.).
Найбільшого розквіту гірничий промисел досяг у IX–XII ст., про що свідчать ознаки металургійного виробництва й давніх гірничих виробок в горах Карамазара (Канімансур, рудник «Мансура») та в ущелині Кондара (срібний рудник «Конінукра»). Давні виробки знайдені також у Дарвазі (т. зв. «рубінова гора» — Кухілал, ущелина лазуриту Ляджвардара).
Технологія видобутку руди й отримання металу включала: спорудження котлованів, проходку штолень, схилів, шурфів (іноді глибиною до 200 м); вогневу і клино-молоткову відбійку; підтримку покрівлі ціликами, дерев'яними стояками і рамами, доставку руди шкіряними мішками, волокушами, природну вентиляцію виробок; освітлення скіпками, водовідлив; сортування-збагачення, подрібнення; плавку у відкритих печах.
Видобуток золотоносного піску вівся промивкою його на шкурах тварин по долинах річок Зеравшан, Сауксай, Пяндж і в горах Дарвазу. Інтенсивно розроблялися будівельні камені, мінеральні фарби, скляна сировина та інші копалини. Унікальні гірничі роботи велись на Акджилгинському рудному полі Паміру на висоті 4-5 тис. м. Площа окремих камер сягала 300 м², кількість кар’єрів та шурфів обчислювалася сотнями.
У XIII–XIX ст. гірнича справа занепадає. Промислові розробки вугілля, нафти і розсипного золота поновили тільки наприкінці XIX — на початку XX ст. Новий підйом у розвитку гірництва спостерігається з середині 20-х років XX ст. Основними об'єктами видобутку стають вугілля (Зеравшанська долина, 1870 р., Шурабське родовище, 1882 р.), нафта (Сельхоро, 1909 р.), газ (Кизил-Тумшук, 1964 р.), руди кольорових металів (Північний та Центральний Таджикистан, 1930-і роки).
В кінці XX ст. кадастр розвіданих родовищ включає понад 350 родовищ 47 видів мінеральної сировини: нафти, газу, вугілля, руд чорних, кольорових, рідкісних і благородних металів, гірничохімічної і нерудної індустріальної сировини, різноманітних нерудних будівельних матеріалів, виробних та дорогоцінних і напівдорогоцінних каменів (лазуриту, аметиста, бірюзи) та інш. За запасами срібла, свинцю, бору Таджикистан займає провідне місце серед країн СНД. В рудах є бісмут, кадмій, мідь, ґерманій, індій, ґалій, талій, телур, селен, уран та ін. За ресурсами стибію (10 % світових) Таджикистан займає 2-е місце серед країн світу (після Китаю). За загальними запасами стибієвих руд Таджикистан займає 4-е місце в Азії (після Китаю, Росії і Таїланду, 1999).
На початку XXI ст. у Таджикистані добувають буре вугілля, нафту, природний газ, олово, молібден і ртуть. Питома вага гірничної промисловості в загальному обсязі промислового виробництва становить 6-7 % (2000). Створені і діють гірничорудна, металургійна, хімічна, паливна, енергетична, будівельна, ювелірна і інші галузі промисловості республіки. Основу гірничодобувної і переробної промисловості Таджикистану складають Тарорський золоторудний, Адрасманський свинцево-цинковий, Анзобський стибієво-ртутний і Такобський плавикошпатовий комбінати, Ісфарінське і Чкаловське підприємства, Таджицький алюмінієвий завод, Яванський електрохімічний і Душанбінський цементний комбінати, Восейський і Аштський солезаводи, ряд вугледобувних підприємств та підприємства будівельної індустрії. На півночі країни готують до розробки родовище Hg-Sb-Au-руд Скельне.
Підготовку кадрів здійснюють на геологічному факультеті Таджицького державного університету (Душанбе, 1948 р.).